# Oxyrrhynchium rigescens
Oxyrrhynchium rigescens là một loài Rêu trong họ Brachytheciaceae. Loài này được (Müll. Hal.) Broth. ex Paris mô tả khoa học đầu tiên năm 1909.